# Arkadiusz Berlicki
Arkadiusz Berlicki – polski fizyk, dr hab. nauk fizycznych, profesor nadzwyczajny Instytutu Astronomicznego Wydziału Fizyki i Astronomii Uniwersytetu Wrocławskiego.

## Życiorys
10 grudnia 2002 obronił pracę doktorską Faza gradualna rozbłysków słonecznych - analiza ogrzewania chromosfery przez miękkie promieniowanie rentgenowskie, 17 listopada 2009 habilitował się na podstawie pracy zatytułowanej  Obserwacje i modelowanie aktywnej atmosfery słonecznej. Otrzymał nominację profesorską.
Piastuje funkcję profesora nadzwyczajnego w Instytucie Astronomicznym na Wydziale Fizyki i Astronomii Uniwersytetu Wrocławskiego.